# Orgue de la parròquia del Pont d'Inca
L'orgue de la parròquia del Pont d'Inca és un orgue situat a la parròquia de Sant Alonso Rodríguez a la plaça de Santa Catalina Tomàs, del Pont d'Inca, al municipi de Marratxí, a Mallorca.
Va ser construït per Ignacio Eguiguren, successor de Eleizagaray (Guipúscoa) i es va inaugurar el 16 de juny de l'any 1946 per Joan Maria Thomàs i la capella clàssica.
És un orgue de transmissió neumàtic que està situat al cor, sobre el portal major, dividit en dues parts, una a cada banda del finestrell amb la consola al mig. Està ornamentat amb columnes i arcs amb l'Ofertori AVE Maria gratia plena. Actualment, està en desús i s'ha eliminat la línia del corrent elèctric del motor.

## Consola[1]
L'instrument conté dos teclats de 61 notes (Do baix fins Do'''') i un pedaler de 30 notes (Do fins Fa').
La seva disposició és:
| I Manual                                                                      | II Manual |
| Violón 16p. Montre 8p Bordón 8p Dolçaina 8p Principal 8p Octavín 2p (Trèmolo) | Flauta de concerto 8p Viola de Gamba 8p Undamaris 8p Violón 8p Octaviante 4p Harmonia aertherea 2 2/3p Oboe 8p Trompeta Real 8p |

| Pedal                         | Pedals de combinació                                                                  |
| Subbajo 16p Bajo 8p Violón 8p | I/Ped., II/Pe., II/I Sub II/I, Súper II/I Crescendo, Expressió II Llengüeteria, Tutti |

| Botons de combinació                           |
| Octaves Ex. Registres, Comb, lliure II, mf, ff |

## Secrets

### I Manual
Situat a la dreta del cos de l'orgue, segueix l'ordre cromàtic i està dividit en tres cossos amb dues octaves i mitja (Do baix fins Fa') el segon de 9 notes (de F#' fins Re) i el tercer cos, elevat sobre el segon (de Re# fins al Do').
- El primer joc és l'Octavín o Quinzena 2'. Manquen 17 tubs al secret.
- El segon joc és el Principal o Octava 4'.
- El tercer joc és la Dolçaina 8'. Els sis primers tubs (Do a Fa) van postats, és un joc estret.
- El quart joc és Bordón 8'. Els 24 primers (Do a Si) són de fusta. Els 12 primers van postats.
- El cinquè és el Montre o Flautat 8'. Els 12 primers tubs (Do a Si) estan postats a la cara.
- L'últim dels jocs és el Violón 16'. Els Trenta primers tubs són de fusta i estan situats darrere de l'instrument. * Els sis següents són de metall i els darrers 25 són amb xemeneia. Els tres darrers jocs són comuns amb el Pedal.

### II Manual
Situat a l'esquerra de l'instrument segueix l'ordre cromàtic i està dividit en dues parts de 30 i 31 notes.
- El primer joc és la Flauta de concerto 8'. Els 12 primers tubs són de fusta oberts, 10 postrats i la caixa.
- El segon joc és la Viola de Gamba 8'. Els 9 primers tubs van postats.
- El tercer joc és el Violón 8'. Els 24 primers tubs són de fusta i la resta de xemeneies. Els Vint primers van postats.
- El quart joc és l'Undamaris o Veu Celeste 8'.
- El cinquè joc és l'Octaviante 4'.
- El sisè joc és l'Harmonia aetherea. És un Nasard dotzena 2 ⅔'
- El setè joc és l'Oboe 8'. Els 25 primers tubs són el Fagot i els 5 últims són principals.
- L'últim joc és la Trompeta Real 8'. Els darrers 5 tubs són de principal.

Tots aquest joc del segon manual estan situats dins d'una caixa expressiva.